# Sulzano
Sulzano é uma comuna italiana da região da Lombardia, província de Bréscia, com cerca de 1.541 habitantes. Estende-se por uma área de 10 km², tendo uma densidade populacional de 154 hab/km². Faz fronteira com Iseo, Monte Isola, Polaveno, Sale Marasino.

## Demografia
| Variação demográfica do município entre 1861 e 2011                               |
|                                                                                   |
| Fonte: Istituto Nazionale di Statistica (ISTAT) - Elaboração gráfica da Wikipedia |